# Antikfilm
Der Antikfilm ist ein Filmgenre, das all jene Filme umfasst, deren Handlung im Altertum angesiedelt ist. Als Vorlage dienen historische Ereignisse und Personen, die griechisch-römische Mythologie sowie antike und neuzeitliche Literatur. Eine weitere Spielart ist der Bibelfilm.

## Geschichte
Mit dem Übergang vom Stummfilm zum Tonfilm verschwand der Antikfilm von der Leinwand. Das Publikumsinteresse galt dem Musikfilm, der die technischen Neuerungen besser zur Geltung brachte. Cecil B. DeMille hatte daher erhebliche Mühe, überhaupt ein Studio zu finden, das die Finanzierung von Im Zeichen des Kreuzes (1932) übernahm. Die knappen Geldmittel reichten jedoch für zahlreiche gewagte Szenen, die das Publikum in Scharen anlockte. Diesen Erfolg konnte er zwei Filme später mit Cleopatra (1934) wiederholten. Im Gegensatz zu diesen beiden Produktionen der Paramount, hatte die RKO Pictures mit Der Untergang von Pompeji (1935) weit weniger Probleme mit der Zensur. Merian C. Cooper und Ernest B. Schoedsack setzten auf spektakuläre Spezialeffekte, die unter der Aufsicht von Willis O’Brien entstanden. Die Kosten konnten aber erst mit der Wiederaufführung vierzehn Jahre später eingespielt werden.
Unter gänzlich anderen politischen Umständen entstanden in Europa zwei weitere Antikfilme. Obwohl der deutsche Film bereits weitgehende unter Kontrolle des NS-Staates stand, gelang der noch nicht verstaatlichten Ufa die Produktion von Amphitryon (1935). Reinhold Schünzel inszenierte die musikalische Komödie im Stil seiner früheren Tonfilmoperetten. Ein gänzlich anderes Werk kam hingegen im faschistischen Italien unter der Regie von Carmine Gallone heraus. Der Propagandafilm Karthagos Fall (1937) fiel trotz seiner aufwändig gestalteten Massenszenen an den Kinokassen durch.
Ein besonderes Augenmerk schenkte das britische Filmwesen dem einheimischen Bühnenschaffen. Gabriel Pascal hatte bereits zwei Theaterstücke des Dramatikers George Bernard Shaw verfilmt, als er mit Caesar und Cleopatra (1945) seinen aufwändigsten Film vorstellte. Erstmals wurde ein Antikfilm komplett in Farbe gedreht. Die unerwartet langen und schwierigen Dreharbeiten während des letzten Kriegsjahres ließen die Kosten explodieren. Als Folge daraus stellte ihm die RKO Radio Pictures für Androkles und der Löwe (1952) nur ein geringes Budget zur Verfügung. Der Farbfilm kam für diesen Komödienstoff nicht mehr in Frage. Das auch wieder das Werk des Dramatikers William Shakespeare den Weg in die Kinos fand, war der Leinwandadaptation durch Laurence Olivier geschuldet. Der Erfolg veranlasste die Metro-Goldwyn-Mayer, mit Julius Caesar (1953) einen eigenen Versuch zu wagen. Joseph L. Mankiewicz drehte die Großproduktion in Schwarzweiß. Der Zuschauer sollte vom Schauspiel und nicht von den aufwändigen Kulissen beeindruckt werden.
Nach dem Krieg begann auch der italienische Film mit der Produktion von Antikfilmen. Die wirtschaftliche Lage ermöglichte jedoch nur einen schleppenden Fortgang. Erst als die Metro-Goldwyn-Mayer mit Quo vadis? (1951) erstmals in Cinecittà drehte, wendete sich das Blatt. Im Zuge weiterer Hollywood-Produktionen in Italien nahm auch der italienische Antikfilm Fahrt auf. Ein erster Höhepunkt gelang den Produzenten Carlo Ponti und Dino De Laurentiis mit Die Fahrten des Odysseus (1954) und Attila, die Geißel Gottes (1954), für die sie Kirk Douglas und Anthony Quinn verpflichten konnten. Obwohl der italienische Film 1956 in eine ökonomische Krise schlitterte, setzte Pietro Francisci weiterhin auf dieses Filmgenre und drehte Die unglaublichen Abenteuer des Herkules (1958) mit dem ehemaligen Kraftsportler Steve Reeves in der Hauptrolle. Der US-amerikanische Produzent Joseph E. Levine erkannte das Potenzial, das einen antiken Helden mit übernatürlichen Kräften im Zentrum einer Filmhandlung rückte, und vermarktete den Film mit einer aufwändigen Werbekampagne in den USA. Dem Film war ein enormer Publikumserfolg beschieden. Die steigende Nachfrage führte im italienischen Film zu einer wahren Flut an ähnlich gelagerten Filmen, in denen nun weitere US-amerikanische und italienische Kraftsportler als Darsteller eingesetzt wurden. Der Boom des italienischen Antikfilms endete schließlich 1965 mit dem Aufstieg des Italowestern.